# Marcha das Vadias

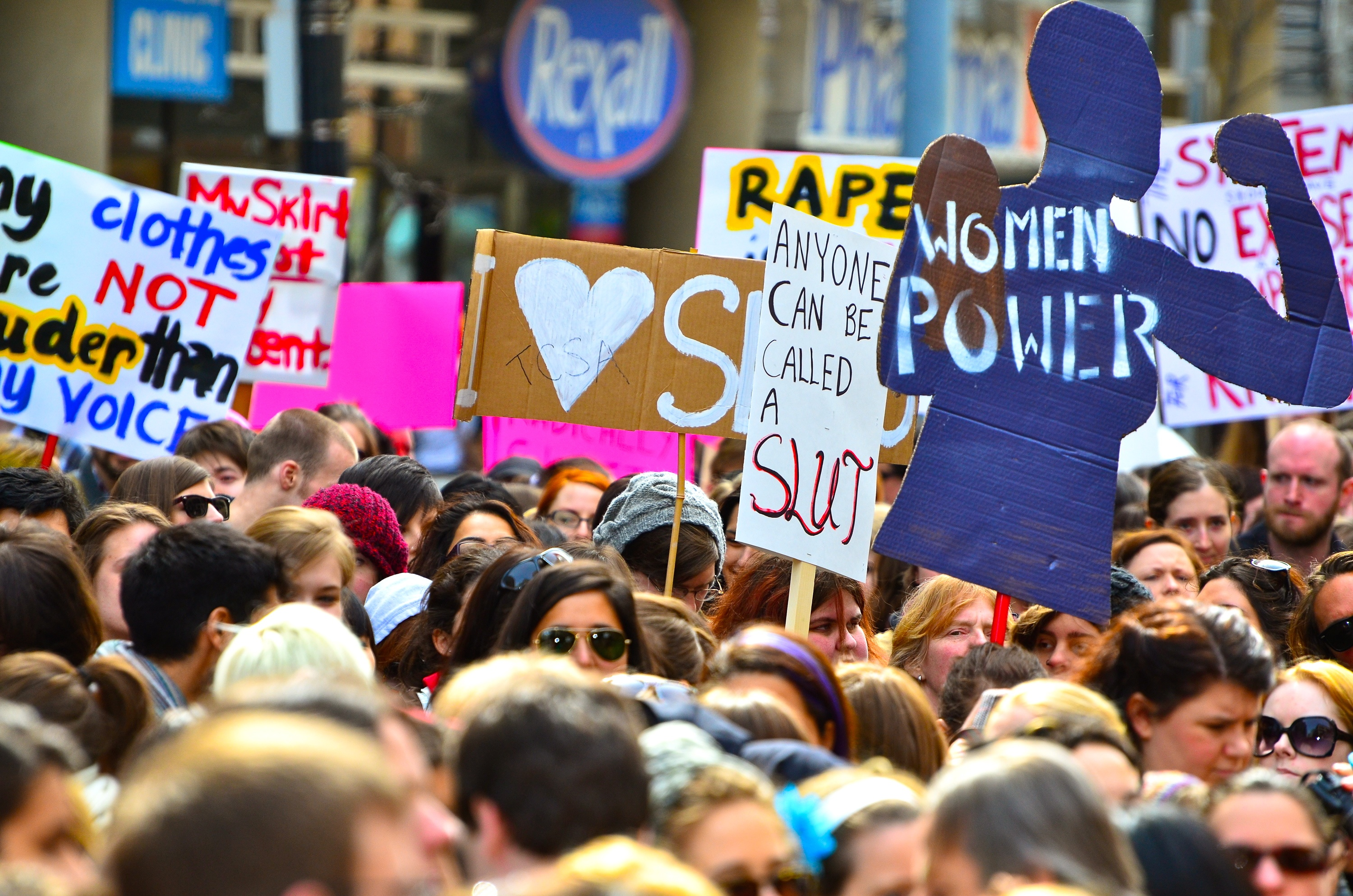
A primeira Marcha das Vadias em Toronto, Ontário, província do Canadá, no dia 3 de abril de 2011

A Marcha das Vadias (português brasileiro) ou Marcha das Galdérias (português europeu) (em inglês:  SlutWalk) é um movimento social feminista que pede o fim da cultura do estupro, ou seja, situações envolvendo a culpabilização das vítimas e a vergonha que as mulheres passam ao sofrerem violência sexual. As mulheres protestaram contra a explicação ou desculpa do estupro, atribuindo-se a qualquer aspecto físico de uma mulher. As manifestações começaram em 3 de abril de 2011, na cidade de Toronto, em Ontário, província do Canadá, depois que um policial de Toronto sugeriu que "as mulheres deveriam evitar se vestir como vadias" como forma de precaução contra agressão sexual. Posteriormente, inúmeros protestos ocorreram ao redor do mundo.
O protesto assume a forma de uma marcha, principalmente de mulheres jovens, onde algumas se vestem com roupas consideradas "vadias". A manifestação de 2011 desencadeou um protesto internacional em vários continentes. Nos diversos eventos da Marcha das Vadias ao redor do mundo, geralmente há reuniões de palestrantes e workshops, música ao vivo, sessões de sinalização, panfletagem, microfones abertos, cantos, danças, artes marciais e recepções ou after-party com refrescos. Em muitas das manifestações — sejam elas físicas ou virtuais —, as mulheres falaram publicamente pela primeira vez sobre com foi ter sido vítima de estupro. Em contrapartida, a ideologia do movimento social e a sua metodologia tem sido criticada e questionada.

## Contexto

### Declaração do policial Michael Sanguinetti

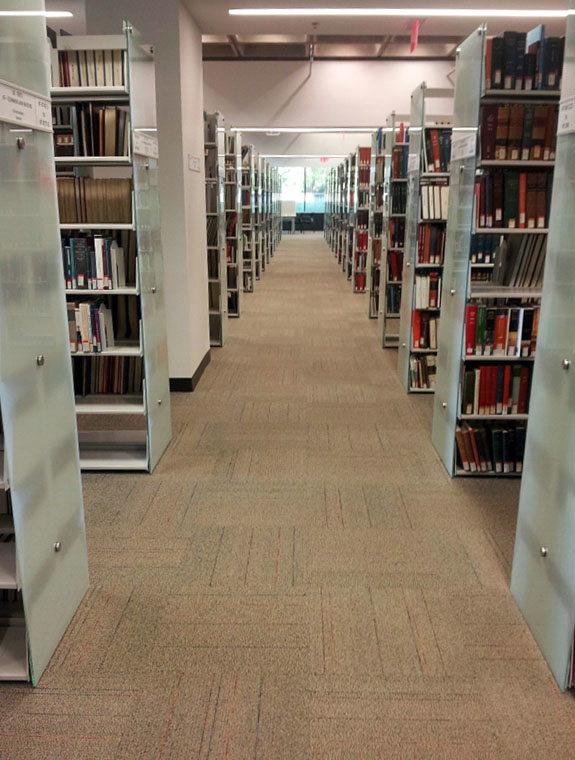
Osgoode Hall Law School, local onde Michael Sanguinetti fez uma declaração que daria início a Marcha das Vadias em todo o mundo

Em 24 de janeiro de 2011, o policial de Toronto, Michael Sanguinetti, e outro oficial da 31.ª Divisão falaram sobre prevenção do crime, abordando o tema do estupro em um fórum de segurança da Osgoode Hall Law School, região interna da Universidade Iorque. Durante a conversa, Sanguinetti interrompeu o oficial mais graduado e disse: "Disseram-me que não devo dizer isto – no entanto, as mulheres devem evitar vestir-se como vadias para não serem vítimas" (em inglês: I've been told I'm not supposed to say this – however, women should avoid dressing like sluts in order not to be victimized).
Depois que um artigo que relatava a situação recebeu atenção internacional, Sanguinetti pediu desculpas pelo comentário, dizendo:

Fiz um comentário mal pensado e que não refletia o compromisso do Serviço de Polícia de Toronto para com as vítimas de agressões sexuais. Crimes violentos, como agressões sexuais, podem ter um efeito traumatizante nas vítimas (...) Meu comentário foi prejudicial a esse respeito. Estou envergonhado com o comentário que fiz e não deve ser repetido.

O pedido de desculpas foi anexado a um e-mail distribuído à comunidade Osgoode pelo reitor da faculdade de direito, Lorne Sossin, que disse ter sido informado de que o policial "está sendo disciplinado e receberá treinamento profissional adicional". As cofundadoras Sonya Barnett e Heather Jarvis decidiram redefinir a palavra "vadia" como alguém que controla sua própria sexualidade, para reivindicar a palavra "vadia" como um local de poder para as mulheres. Eles observam que, historicamente, "vadia" teve conotações negativas e que seu objetivo é recuperar o termo. O site deles afirma:

Estamos cansadas de ser oprimidas pela vergonha das vagabundas; de sermos julgadas por nossa sexualidade e, como resultado, nos sentirmos inseguras. Estar no comando da nossa vida sexual não deve significar que nos abramos a uma expectativa de violência, independentemente de participarmos em relações sexuais por prazer ou por trabalho. Ninguém deveria equiparar o prazer do sexo à atração de agressão sexual.

Barnett insistiu que o pedido de desculpas não era suficiente, uma vez que a ideia estereotipada do oficial ainda existe na sociedade.

O comentário feito pelo oficial Sanguinetti vem de um lugar onde o perfil sexual e a culpabilização da vítima são inerentes e uma grande característica e gostaríamos que isso mudasse", disse Barnett. "Não se trata apenas de uma ideia ou de um policial que pratica a culpabilização das vítimas, trata-se de mudar o sistema e fazer algo construtivo com raiva e frustração.

A porta-voz da Polícia de Toronto, Meaghan Gray, disse que alertar as mulheres sobre o seu estado de vestimenta não faz parte de nenhum treinamento policial. "Na verdade, isso é completamente contraditório com o que os oficiais aprenderam", disse ela. "Eles aprenderam que nada que uma mulher faça contribui para uma agressão sexual". O chefe da polícia de Toronto, Bill Blair, também falou sobre o assunto: "Se esse tipo de pensamento, francamente, arcaico ainda existe entre qualquer um dos meus policiais, isso destaca para mim a necessidade de continuar a treinar meus policiais e sensibilizá-los para a realidade de vitimização". A declaração de Sanguinetti, segundo Blair, pretende "colocar a culpa nas vítimas, e não é aí que a culpa deveria ser colocada".
Rosemary Gartner, criminologista da Universidade de Toronto, disse que atribuir o modo de se vestir à agressão sexual é "ridículo". "Se fosse esse o caso, não haveria violações de mulheres que usam véu e sabemos que há violações nesses países", disse ela. Darshika Selvasivam, vice-presidente da Federação de Estudantes de Iorque, disse que achou o uso da palavra "extremamente alarmante". Associar roupas provocantes à agressão sexual "é um grande mito" e tudo o que faz é "culpar a vítima de uma agressão sexual, ao mesmo tempo que retira a responsabilidade do estuprador", disse ela. Um porta-voz da universidade também disse que a escola ficou "surpresa e chocada" com o comentário, embora tenha um relacionamento bom e colaborativo com a polícia.

### Sentença do juiz Robert Dewar
A organizadora da Marcha das Vadias, Sonya Barnett, apontou o caso do juiz Robert Dewar como uma das principais razões para a criação do movimento, e se tornou também a principal causa da Marcha das Vadias em Winnipeg.

Com certeza, esse comentário da polícia é altamente ofensivo ao sugerir que algumas vítimas de estupro são responsáveis pelos atos criminosos de seus agressores. Ao invés de repreender as mulheres por vestirem-se de uma determinada maneira, a polícia deve alertar os potenciais infratores de que devem evitar agredir as mulheres para não irem para a prisão' — Gail Dines e Wendy J Murphy.

Em 18 de fevereiro de 2011, o juiz Robert Dewar condenou Kenneth Rhodes, morador de Thompson, que trabalhava para o conselho municipal, por agressão sexual e aplicou uma pena de dois anos de prisão domiciliar. Dewar descreveu Rhodes como um "Don Juan desajeitado" que tinha a crença equivocada de que "o sexo estava no ar" e uma "expectativa aumentada" de que o sexo ocorreria. Dewar disse que a vítima e uma amiga estavam vestidas com tube top e salto-alto quando encontraram Rhodes e outro homem do lado de fora de um bar "e deixaram publicamente claro que queriam uma festa". O tribunal de Winnipeg, Manitoba, ouviu que a vítima saiu voluntariamente com Rhodes e a beijou. Mas depois que ela rejeitou a suas investidas por três vezes, ele a estuprou na beira da estrada quando ficaram sozinhos. Rhodes admitiu ter dito à mulher que "só doeria um pouco" durante a agressão.
Ele se declarou inocente em seu julgamento, dizendo que achava que a mulher havia consentido em fazer sexo. Dewar rejeitou sua defesa, mas disse que aspectos dela poderiam ser considerados na sentença. Os promotores pediram uma sentença de três anos, mas Dewar deu a Rhodes uma liberdade condicional ou suspensa e ordenou-lhe que escrevesse uma carta de desculpas à vítima. Políticos de todos os espectros juntaram-se a grupos estudantis e feministas e àqueles que trabalham com vítimas de violência sexual para condenar os comentários.
A professora de política da Universidade de Winnipeg, Shannon Sampert, disse que este é o dano colateral que ocorre quando há juízes mal treinados no sistema. "A vítima neste caso revive as suas experiências mais uma vez num novo julgamento, esperando que este juiz não exija formação em sensibilidade de gênero", disse Sampert. Ela disse que as pesquisas mostram repetidamente que uma das principais razões pelas quais as mulheres não denunciam ocorrências de estupro é o medo de serem novamente culpabilizadas pelo sistema de justiça.
Em 25 de fevereiro, quase 100 pessoas se reuniram para pedir a renúncia do juiz Robert Dewar. "Estas declarações de Dewar reforçam o mito do consentimento implícito e o mito de que uma vítima de agressão sexual é, em última instância, responsável pela sua própria vitimização", disse Alanna Makinson, da Federação Canadense de Estudantes, durante o protesto. Embora isso não fizesse parte do Slutwalk, o lançamento do Slutwalk Toronto em 3 de abril deu ao caso difusão nacional no Canadá. No dia 16 de outubro, aconteceu a Slutwalk Winnipeg para reiterar as manifestações contra o juiz.
Em 9 de novembro, o juiz Dewar pediu desculpas formalmente. De acordo com o conselho judicial, Dewar disse que desejava "expressar meu pedido de desculpas inequívoco à (vítima) pela dor que ela deve ter sofrido com meus comentários. Algumas das cartas de reclamação, de pessoas que trabalharam diretamente com vítimas anteriores, foram ressaltei que alguns dos meus comentários também foram traumáticos para eles. O presidente do Tribunal de Alberta, Neil Wittmann, que analisou as queixas contra Dewar, disse que os comentários de Dewar "mostraram uma clara falta de sensibilidade para com as vítimas de agressão sexual", mas não merecem a sua remoção do tribunal. De acordo com o conselho judicial, Dewar reuniu-se com um especialista em "igualdade de género" e está "procurando maior desenvolvimento profissional nesta área como parte do seu compromisso de se tornar um juiz melhor".
O Tribunal de Apelação de Manitoba posteriormente anulou a condenação de Rhodes e ordenou que um novo julgamento fosse marcado. O tribunal de recurso decidiu que Dewar não avaliou adequadamente a credibilidade do acusado e da alegada vítima ao chegar ao seu veredicto. Rhodes foi condenado a três anos de prisão em 2013.

## Primeira Marcha das Vadias e ascensão

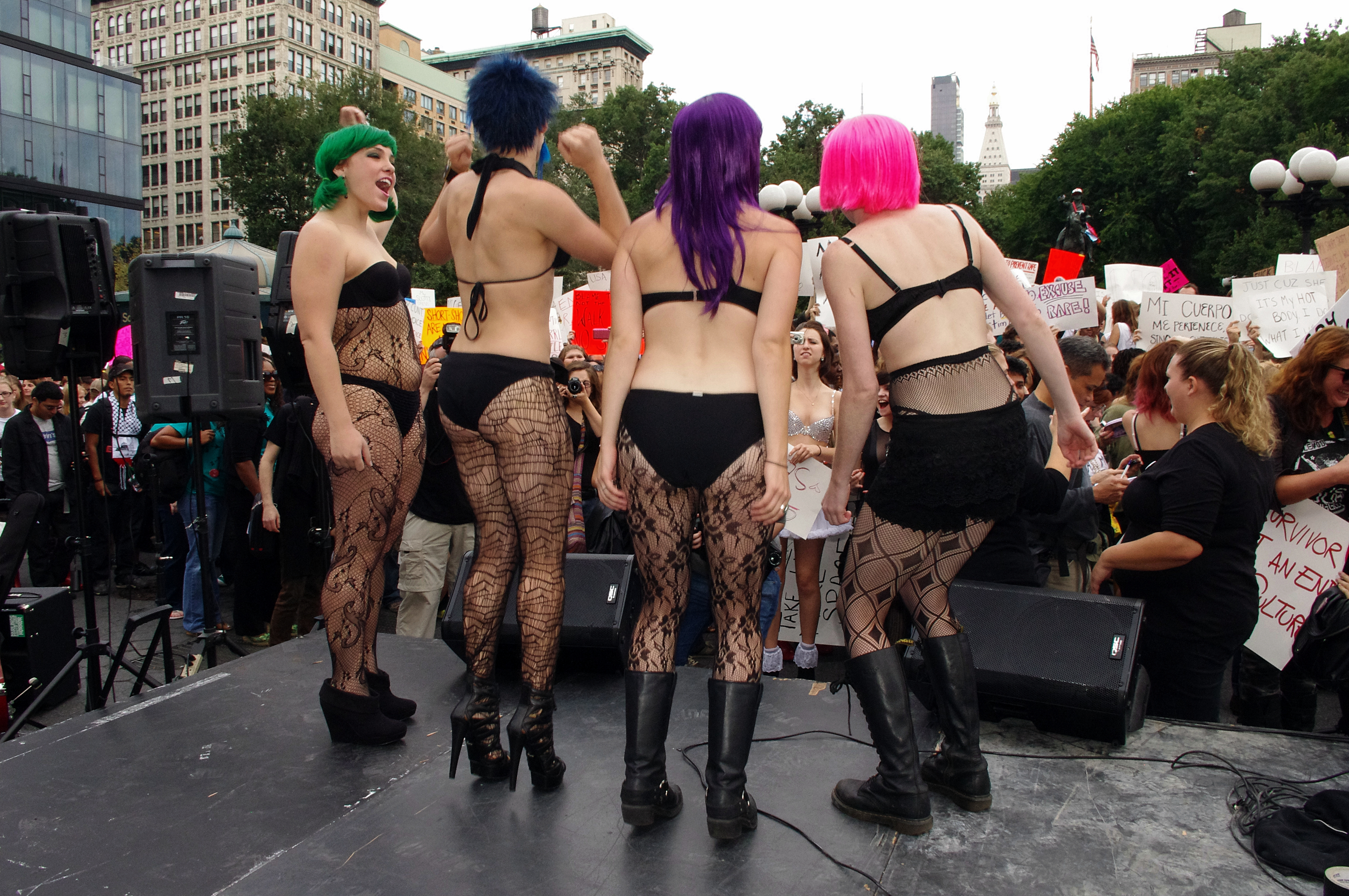
Manifestantes na Union Square, em Nova Iorque, outubro de 2011

A primeira Marcha das Vadias foi organizada em Toronto, província de Ontário, no dia 3 de abril de 2011. Embora os organizadores esperassem a presença de aproximadamente 200 pessoas, mais de 3 000 se reuniram no Queen's Park, incluindo Sierra "Chevy" Harris e Magdalena "Maggie" Ivasecko. "Queremos que as autoridades policiais realmente apoiem a ideia de que culpar as vítimas, envergonhar as vadias e traçar perfis sexuais nunca são aceitáveis. (...) A ideia de que uma vagabunda é uma pessoa inferior e merecedora de agressão sexual não é exclusiva à polícia. A mídia também precisa apoiar essa ideia." Sonya Barnett explicou.
O dia começou com discursos antes de se deslocar para a sede da Polícia de Toronto. O convite no site SlutWalk Toronto (Marcha das Vadias) também alertava: "Seja uma companheira vadia ou simplesmente uma aliada, você não precisa mostrar suas tendências sexuais na manga: apenas pedimos que você venha. Solteiros, casais, pais, irmãs, irmãos, filhos, amigos." Algumas mulheres compareceram ao protesto vestindo jeans e camisetas, enquanto outras apareceram com meia arrastão e salto agulha.
Em 25 de maio de 2012, um novo evento da Marcha das Vadias foi organizado em Toronto. Houve menos participantes do que na ocorrência anterior, embora a presença de homens tenha sido mais perceptível. As roupas variavam de tênis e camisa regata a biquínis e fantasias. Alguns participantes ficaram de topless. Uma delegação da Abadia do Bosque Divino, uma missão da entidade filantrópica Irmãs da Indulgência Perpétua em Toronto (Sisters of Perpetual Indulgence), manifestou-se em seus hábitos de freira e carregava cartazes, incluindo um que dizia: "Irmãs são Vadias 2".
No Queen's Park, vários oradores subiram ao palco – um camião multifuncional – e proferiram discursos, alguns deles testemunhos espontâneos. Alguns prestaram homenagem à memória da ativista dos direitos das profissionais do sexo de Toronto, Wendy Babcock, que participou da primeira Marcha das Vadias e morreu em 9 de agosto de 2011, aos 32 anos. Houve também múltiplas demonstrações de apoio a Cece McDonald, uma mulher transexual de Minneapolis que foi sentenciada a uma pena de 41 meses de prisão por esfaquear e matar um homem depois de ter sido assediada e esfaqueada no rosto.
Em 4 de abril de 2011, uma Marcha das Vadias em Sackville, Novo Brunswick foi organizada pela Associação de Estudantes de Sociologia da Universidade Mount Allison, e foi coordenada para ocorrer exatamente um dia após a Marcha das Vadias de Toronto. Segundo Rebecca Cheff, uma das organizadoras da Marcha das Vadias, "o objetivo é caminhar até a delegacia e falar com [os policiais] sobre a culpabilização das vítimas e conscientizá-los, pois eles são os trabalhadores da linha de frente em cenários de agressão sexual." "Há um grande equívoco de que as pessoas que se vestem de uma determinada maneira estariam pedindo agressão sexual, e isso precisa parar agora", disse a organizadora estudantil da Marcha das Vadias, Lauren Hutchison. A frase "ainda não estou pedindo" (em inglês: still not asking for it) tornou-se um grito de guerra por trás de muitos desses protestos e também foi posterizada nos corpos de homens e mulheres nessas caminhadas em todo o mundo.
Vanessa Oliver, professora de Sociologia e organizadora da Marcha das Vadias, declarou: "Já estamos fartas dessa ideia de envergonhar as mulheres (...) possuir nosso eu sexual não deveria significar que estamos nos abrindo a uma expectativa de violência" disse ela. "Ninguém deveria equiparar um bom ato sexual com agressão sexual." O protesto continha uma presença masculina visível. Dois manifestantes vestidos com macacões que participaram do protesto disseram: "Como homens, também podemos criar consciência".
De acordo com a Marcha das Vadias de Londres, as manifestações visam acabar com uma cultura de medo e culpabilização:

Em todo o mundo, as mulheres são constantemente obrigadas a sentirem-se como culpadas, sendo-lhes dito que não devem ter uma determinada aparência, não devem sair à noite, não devem entrar em determinados locais, não devem ficar bêbadas, não devem usar salto alto ou maquiagem, não deveria ficar sozinha com alguém que não conhece. Isto não só desvia a atenção da verdadeira causa do crime – o agressor – mas também cria uma cultura onde a violação é aceitável, onde é permitida a sua ocorrência.

Jessica Valenti disse: "Em apenas alguns meses, as Marchas das Vadias se tornaram a ação feminista de maior sucesso dos últimos 20 anos. Em um movimento feminista que, muitas vezes, luta simplesmente para se manter firme, a Marcha das Vadias se destacam como um lembrete do passado mais popular do feminismo e apontam como poderia ser o futuro."
Foi comparado ao movimento Take Back the Night (também conhecido como Reclaim the Night) dos anos 1970, que promoveu marchas para conscientizar e protestar contra a violência contra as mulheres; embora alguma tensão entre os dois movimentos tenha sido notada. Tal como aconteceu com a Marcha das Vadias, afirmou o direito das mulheres de estarem na rua à noite sem que isso fosse considerado um convite para o estupro.
Em menor grau, foi comparado a grupos ativistas como o FEMEN (grupo de mulheres ucranianas) e o Boobquake, uma resposta ateísta e feminista ao Hojatoleslam Kazem Seddiqi do Irão, que culpou as mulheres que se vestem indecentemente por causarem terremotos. Ambos integram protesto nu.

## Estados Unidos

### Marcha das Vadias Festival Amber Rose

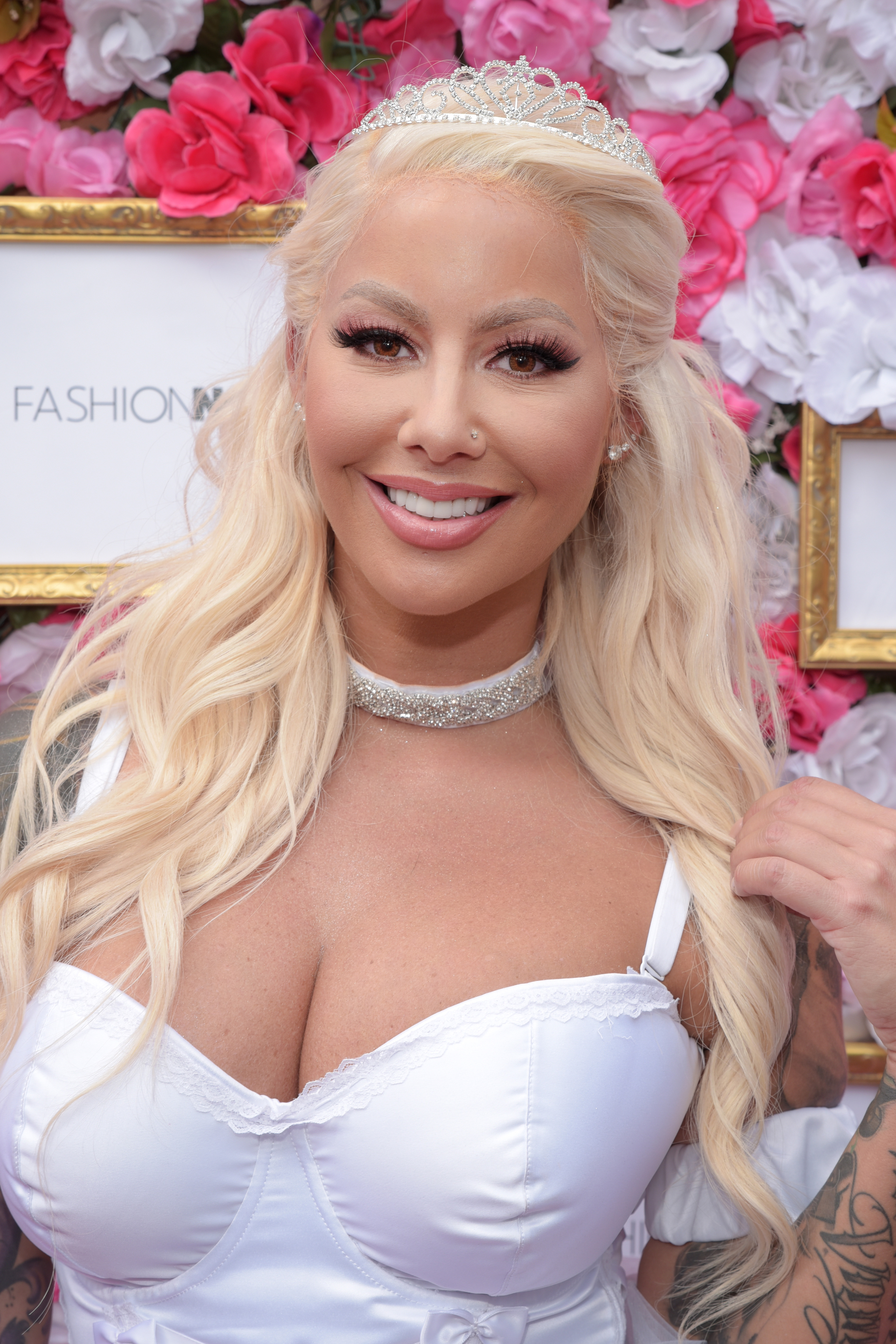
Amber Rose, cantora e atriz norte-americana

Amber Rose é uma cantora e atriz norte-americana famosa por sua franqueza em relação ao feminismo e por seus relacionamentos com outras celebridades, como o rapper Kanye West. Ela observa em seu site que não iniciou a Marcha das Vadias, embora "ela esteja trazendo mais conscientização sobre esse assunto ao educar o público". A Marcha das Vadias Festival Amber Rose foi realizado em Pershing Square, Los Angeles. A Marcha das Vadias oferece muitas atividades, incluindo: "DJs ao vivo, sinalização, cabines educativas, diversão fotográfica, exames gratuitos de câncer de mama e de HIV". Está aberto a voluntários; os funcionários e participantes da Marcha das Vadias devem ter pelo menos 18 anos de idade. A Marcha das Vadias Festival Amber Rose de 2016 teve patrocinadores como a Subway, T-Mobile e Beats Eletronics; celebridades presentes incluíram Matt McGorry, Nicki Minaj e Blac Chyna.

### Marcha das Vadias em Nova Iorque
A Marcha das Vadias foi realizada na cidade de Nova Iorque em 2011 e encerrou-se no Union Square.

### Chicago e Detroit
Em 2017, os presidentes da Marcha das Vadias de Chicago escreveram: "Ainda apoiamos a decisão do Dyke March Chicago de remover o contingente sionista de seu evento e não permitiremos exibições sionistas no nosso", referindo-se a uma manifestação então iminente do Marcha das Vadias em Chicago. A Marcha das Vadias de Chicago declarou sobre a Estrela de Davi, "suas conexões com a opressão decretada por Israel são fortes demais para que seja neutra e dentro de um contexto [no evento Dyke March Chicago] ela foi usada como um símbolo sionista."
Em 2017, a Marcha das Vadias de Detroit, em Michigan, foi realizada em Palmer Park pela Metro-Detroit Political Action Network (MDPAN). O evento também foi chamado de "Marcha pelo Consentimento" e foi realizado no "Gayboorhood" de Detroit devido ao alto índice de violência contra mulheres trans na área. Os principais palestrantes incluíram a presidente transgênero do MDPAN Brianna Kingsley e Jennifer Kurland, que concorreu ao governador de Michigan em 2018 como candidata do Partido Verde.

## Austrália
A primeira Marcha das Vadias em Melbourne aconteceu em 28 de maio de 2011. Estima-se que 2 500 pessoas se reuniram em frente à Biblioteca Estadual de Victoria e marcharam por Melbourne defendendo como mulheres, homens e crianças deveriam se vestir sem medo de serem abusados sexualmente. Os manifestantes seguravam cartazes que diziam: "Pare de policiar nosso guarda-roupa e comece a policiar nossas ruas, pare de culpar as vítimas, nenhuma vítima é culpada, eu amo vadias, as vagabundas pagam impostos e pare o preconceito com elas", para citar alguns. Apoiadores da Marcha das Vadias vestidos com trajes drag, casuais e esportivos, além de outros tipos de roupas que celebram quem são. Os organizadores aconselharam usar o que quisessem para transmitir uma mensagem: Quem é vadia? Todas nós somos. Ou nenhum de nós é. E quem se importa? De qualquer forma, é um conceito estúpido e sem sentido.
A Marcha das Vadias de Melbourne foi organizado por Karen Pickering, Lauren Clair, Clementine Bastow e Natasha Smith. Pickering apresenta Cherchez La Femme, um talk show sobre atualidades e cultura pop com um toque feminista. Natasha Smith é especializada em organizações de direitos queer e saúde mental. Clair é consultora de varejo de brinquedos sexuais e saúde sexual. Ela organizou campanhas de arrecadação de fundos em Melbourne para serviços femininos. Bastow é autora feminista, crítica musical e apresentadora de rádio. Antes do SlutWalk Melbourne, Clair teve dúvidas sobre como redefinir a palavra "vadia". Numa entrevista aos jornais de Fairfax, ela disse: "Passei a vida inteira sendo julgada por minha aparência e sexualidade. Sou ativa sexualmente, faço sexo, gosto de sexo. Não vou ter vergonha". Clair afirmou que o canto mais memorável recitado por todos os gêneros durante o protesto foi: "Não importa como nos vestimos, onde quer que vamos, sim significa sim e não significa não." O evento incluiu cinco discursos fortalecedores de cinco palestrantes: Dra. Leslie Cannold, Monica Dux, Ursula Benstead, Elena Jeffreys e Cody Smith.
A escritora feminista Dra. Cannold começou seu discurso com a saudação: "Ei, suas vadias". Ao longo de seu discurso, a Dra. Cannold descreveu a origem e o significado da palavra "vadia" originada na Idade Média e seu efeito no século XXI. "A palavra vadia, na verdade, remonta à Idade Média. Aqueles que nos atacam estão tentando nos levar de volta à Idade Média. Uma época em que as mulheres eram o que os homens diziam que poderiam ser. O termo vadia é usada por alguns meninos e alguns homens e até mesmo algumas mulheres ecologistas para rebaixar as mulheres. Quando aqueles que usam a palavra vadia, o que eles querem dizer é o mesmo. Cody Smith compartilhou seu encontro de estupro com um homem transexual e o efeito que isso teve sobre ele. "Meu estupro não foi minha culpa!" ele sufocou as lágrimas ao descrever sua culpa. "Passei tantos anos me culpando pelo meu estado de embriaguez (...) pelo que estava vestindo (...) por não ser forte o suficiente para manter o estuprador longe de mim." Por causa do resultado positivo da Marcha das Vadias de Melbourne em 2011, quatro manifestações foram realizadas nos anos seguintes: Marcha das Vadias de Melbourne 2012, Marcha das Vadias Festival 2013, Marcha das Vadias de Melbourne 2014, Chá de Vadias 2015 e Marcha das Vadias Festival 2016.

## Europa

### Islândia
A primeira Marcha das Vadias em Reiquiavique, na Islândia, aconteceu em 23 de julho de 2011, apenas três meses depois da primeira Marcha das Vadias, que ocorreu em Toronto, no Canadá, em 3 de abril.

### Suíça
O movimento na Suíça foi criado em agosto de 2012, por mulheres de Genebra e Lausana. Desde então, o coletivo organizou quatro marchas e outros eventos. Marcha das Vadias Swiss, 6 de outubro de 2012, 12 de outubro de 2013, 13 de setembro de 2014 e 6 de junho de 2015. A Marcha das Vadias Swiss é uma associação promulgada por lei desde maio de 2014.

### Reino Unido

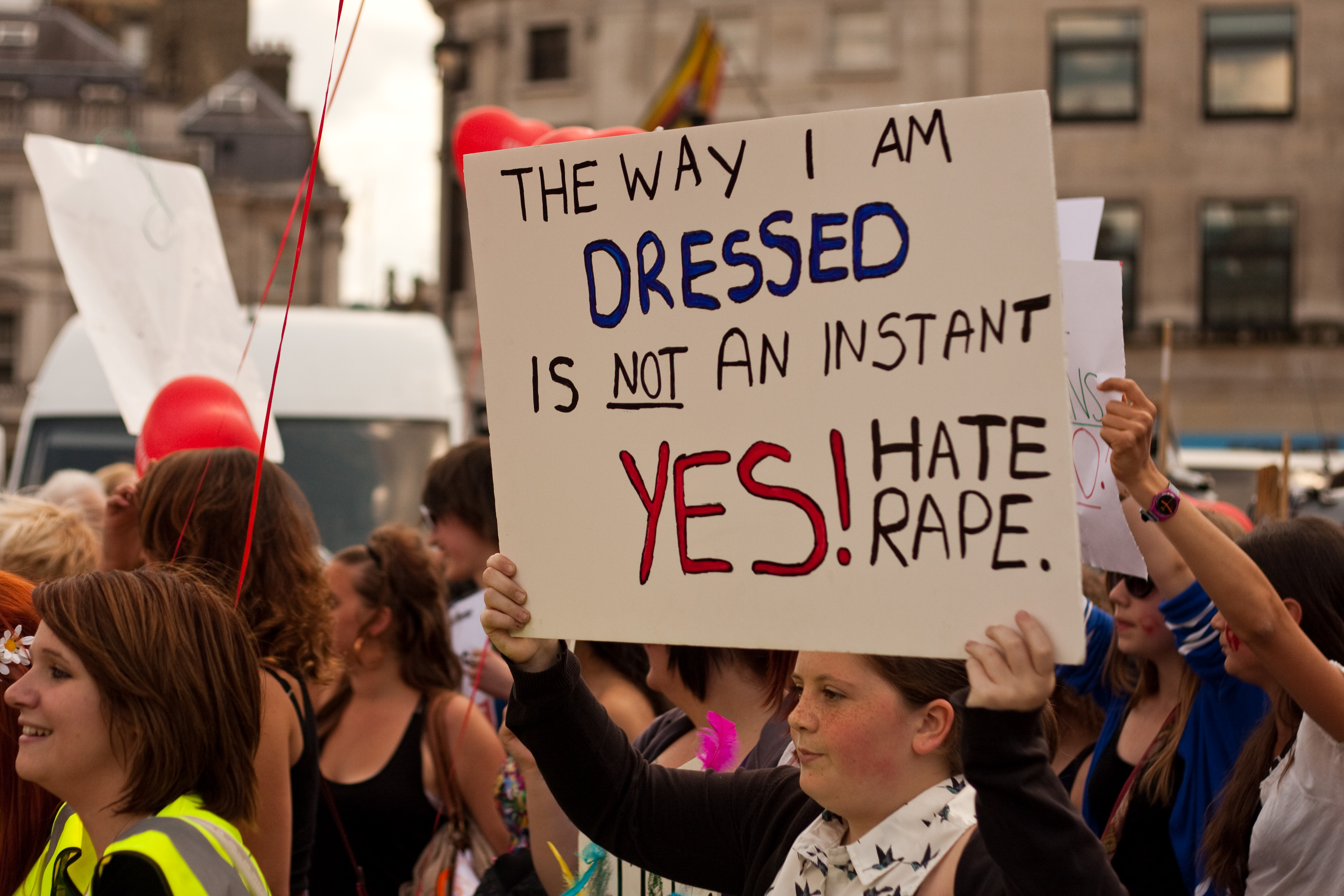
Marcha das Vadias na Trafalgar Square, em Londres, 11 de junho de 2011

As pesquisadoras Jessica Ringrose e Emma Renold entrevistaram membros de um grupo auto-organizado 'poder feminino' em uma escola em Cardiff, no País de Gales. Os objetivos do grupo de alunos do 8.º ano (12-13 anos) e superiores evoluíram para a entrega de aulas pessoais de saúde social e educação financeira aos alunos mais novos da escola. Quando questionado sobre a 'Marcha das Vadias', planejada para Cardiff dentro de algumas semanas, isso levou a "um silêncio desconfortável, sorrisos inquietos e sobrancelhas levantadas por parte das duas professoras que lideravam o grupo". Ringrose e Renold concluíram que havia um paradoxo entre professores que "apoiavam incrivelmente a mensagem geral da Marcha das Vadias", mas que "enfrentavam simultaneamente a luta contínua para confrontar os conceitos sexuais vivida pelas meninas num espaço escolar higienizado onde "vadia" é um palavrão sexual banido e punível." Os professores passaram a dizer que as meninas, "provavelmente não podem ir, iremos na Marcha por elas". No entanto, no dia da Marcha, em 4 de junho de 2011, algumas garotas apareceram com as suas mães e encontraram-se com os seus professores. Marchas semelhantes também foram realizadas nessa época em várias cidades do Reino Unido, incluindo Londres, Edimburgo, Newcastle upon Tyne, Bristol e Oxford.
Em 2018, A Marcha das Vadias de Newcastle foi o evento satélite mais antigo do Reino Unido. A primeira marcha foi realizada no dia 4 de junho de 2011, com a presença de aproximadamente 200 pessoas. Após um hiato de cinco anos, a Marcha das Vadias ocorreu no mesmo local novamente em 28 de julho de 2018.

## América Latina

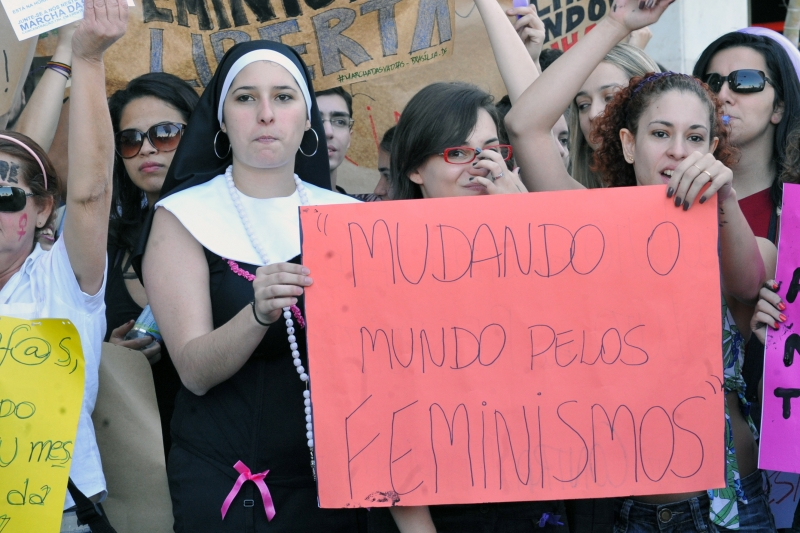
Marcha das Vadias em 18 de junho de 2011 em Brasília, capital do Brasil, com o cartaz: "Mudando o mundo pelos feminismos"

Na América Latina, a nomenclatura em língua portuguesa "Marcha das Vadias" foi utilizada no Brasil, enquanto que na maioria dos países que falam espanhol foi intitulado como "Marcha de las Putas", às vezes, definindo PUTAS como um acrônimo para "Por Una Transformación Auténtica y Social". Países como Argentina, Brasil, e Colômbia eram conhecidos por organizarem a Marchas das Vadias simultâneas em diferentes cidades. Em todos os países, as Marchas das Vadias foram repetidas anualmente pelo menos uma vez, embora nem sempre nas mesmas cidades. Alguns protestos escolheram as suas datas para coincidir com eventos significativos, como o Dia Internacional para a Eliminação da Violência contra as Mulheres   e a Jornada Mundial da Juventude.
Houve interações observadas entre os organizadores em diferentes países. Os organizadores da Argentina já haviam entrado em contato com seus representantes no México e na Venezuela através de redes sociais, e a artista Adriana Minolitti participou das Marchas das Vadias Mexicanas antes de se tornar organizadora em Buenos Aires. Eles foram, por sua vez, contatados por organizadores na Bolívia e no Uruguai para obter assistência. Além disso, a organizadora nacional da Marcha das Vadias na Colômbia teve alguma interação anterior com organizadores no Peru, e a ativista argentina Leonor Silvestri viajou ao Chile para ajudar a organizar a Marcha de las Putas em Santiago. Houve também uma participação ativa da comunidade LGBT, e houve uma presença comum de profissionais do sexo, ou expressões de solidariedade para com elas. Houve também um canto regional comum: "¡Alerta, alerta, alerta que camina la Marcha de las Putas por América Latina!" (Alerta! Alerta! Alerta, as vadias estão andando pela América Latina!).
Todos os protestos partilhavam a rejeição das declarações de Sanguinetti, e alguns deles também foram dirigidos às autoridades estatais locais e aos representantes da Igreja Católica, cujos comentários públicos reforçaram os estereótipos de gênero e a violência contra as mulheres. Trajes representando personagens católicos também foram encontrados em diferentes países, e muitos protestos exigiam um Estado laico e apontavam a Igreja Católica como a razão para a restrição dos direitos das mulheres. Houve algumas exceções como a Colômbia, em que os católicos marcharam entre pessoas de todas as outras religiões, sob a bandeira da Marcha de las Putas, e a Marcha das Vadias contra os gastos públicos para a visita do Papa Francisco no bairro de Copacabana, no Rio de Janeiro, Brasil, apresentava grupos católicos dissidentes marchando entre os manifestantes.
Alguns protestos evoluíram para organizações permanentes, que continuaram a trabalhar durante todo o ano para combater a violência contra as mulheres, e participaram ou organizaram eventos diferentes das típicas Marchas das Vadias para aumentar a conscientização sobre a agressão sexual.

## Ásia

### Coreia do Sul
A primeira campanha da Marcha das Vadias na Ásia foi realizada em 16 de julho de 2011, em Seul, na Coreia do Sul, sob o nome de Japnyeonhaengjin (잡년행진). Estava planejado para ser realizado no dia 9 de julho, mas devido a outro evento importante, os organizadores adiaram o evento para a próxima semana. A data do evento é a mesma na Índia, mas devido à diferença de fuso horário, a primeira Marcha das Vadias na Ásia foi realizada em Seul. A segunda manifestação na Coreia do Sul foi realizada em 28 de julho de 2012 no Tapgol Park.

### Índia
Em 16 de julho de 2011, cerca de 50 pessoas se reuniram para a primeira Marcha das Vadias da Índia em Bopal, chamada Marcha das Vadias arthaat Besharmi Morcha. Rita Banerji, feminista e autora indiana relata que a Marcha das Vadias foi criticada como irrelevante diante do aborto feminino, do infanticídio, dos assassinatos por dote e dos crimes de honra. Ela argumenta: "A questão central da Marcha das Vadias é a mesma de todas as outras aflições acima mencionadas. Trata-se do reconhecimento das mulheres como indivíduos com certos direitos fundamentais, incluindo o da segurança e das escolhas pessoais, que não alguém, nem mesmo a família, pode violar."
Em 31 de julho de 2011, Besharmi Morcha aconteceu em Nova Deli . O número estimado de manifestantes foi de cerca de 500. Para garantir que nenhum incidente desagradável ocorresse, policiais foram mobilizados por toda a área. "Ninguém poderá estar seguro em Delhi. Quando saímos de nossas casas, nem mesmo nós temos certeza se retornaremos em segurança ou não", disse um policial sob condição de anonimato. A atriz e ativista social Nafisa Ali esteve presente. "Basicamente, precisamos trabalhar para a segurança das mulheres nas ruas. É uma questão de mentalidade. Se um menino pode sair às duas da manhã, uma menina também pode", disse ela. Trishala Singh, uma das organizadoras, disse referindo-se ao número de participantes: "Não estou nada decepcionado com a Marcha. Um bom número de pessoas compareceu para apoiar a causa e estou feliz com isso. Conheço uma caminhada Não podemos mudar a mentalidade das pessoas, mas será pelo menos um começo."
Outra Marcha das Vadias foi realizada em Calcutá no dia 24 de maio de 2012, reunindo cerca de 300 pessoas. Conforme descrito pelo periódico The Times of India, as meninas usavam todos os tipos de vestidos, desde sari e salwar kameez até jeans e saias. "Queremos salientar que alguém pode ser assediada sexualmente mesmo estando vestido da cabeça aos pés", afirmou Sulakshana Biswas, estudante de Estudos de Cinema, um dos organizadores. No final do comício, artistas do grupo Fourth Bell Theatre apresentaram peças curtas e recitaram poesias sobre abuso sexual escritas pelo famoso poeta urdu Saadat Hassan Manto e pela escritora bengali Mahasweta Devi.
Uma nova Marcha das Vadias ocorreu em Calcutá em 7 de junho de 2013. O evento começou na Universidade de Jadavpur e continuou até o Parque Triangular. Muitos participantes tinham escrito 'vadia' pintada em seus corpos com cores vivas. Sulakshana, estudante da Universidade de Jadavpur e organizadora durante dois anos consecutivos, disse que pretendia que as Marchas das Vadias fossem um evento anual na cidade. Sayan, outro dos organizadores, disse: "Não estamos sob nenhuma bandeira política. Este é um movimento de inclusão de gênero, atendendo a todos".

### Singapura
Antes da primeira Marcha das Vadias, ocorreu um debate público entre os organizadores e as autoridades locais, sobre as leis particularmente rigorosas sobre as manifestações de rua. Os organizadores afirmaram que não havia necessidade de autorização para realizar o protesto, enquanto a polícia sustentou a natureza global do movimento e a presença esperada de estrangeiros tornou-o necessário. Finalmente, em 30 de novembro de 2011, foi aprovada uma licença para que a Marcha das Vadias ocorresse em um parque de liberdade de expressão chamado Speakers' Corner. O crítico social e ativista dos direitos dos homossexuais, Alex Au, comentou sobre o assunto: "talvez nossos funcionários públicos seniores não consigam superar a palavra 'vadia' e tenham começado a hiperventilar". A Marcha das Vadias finalmente aconteceu em 3 de dezembro de 2011. Ninguém do público majoritariamente feminino compareceu com roupas reveladoras, embora algumas usassem saias acima dos joelhos. Outros usavam camisetas protestando contra culpar as vítimas de estupro com base em suas roupas ou porque estavam bêbadas ou flertando. Uma nova Marcha das Vadias foi realizada em Cingapura em 15 de dezembro de 2012.

## Reações sobre a Marcha das Vadias

### Gerenciamento de riscos
O comentarista conservador australiano Andrew Bolt observou que a orientação sobre como se vestir num determinado contexto é simplesmente um gerenciamento de risco, e tal aconselhamento não necessita de excluir a oposição à culpabilização das vítimas. Rod Liddle era da opinião: "Tenho todo o direito de deixar minhas janelas abertas quando vou às lojas comprar cigarros, sem ser assaltado. Isso não diminui a culpa do ladrão por ter deixado minha janela aberta, ou mesmo sugerir remotamente que eu merecia ser assaltado, apenas que era mais provável que isso acontecesse. Mike Strobel até sugere que a abordagem que a Marcha das Vadias está defendendo é perigosa, e ele não aconselharia uma filha a se vestir "de maneira provocativa em circunstâncias duvidosas".
Lindsay Herriot, uma pesquisadora sobre estudos relacionados a mulher, discordou destes argumentos, afirmando que o gerenciamento de risco pode ser vista como um caso direto de culpabilização das vítimas e cria uma retórica problemática na abordagem da questão da violência sexual. Como exemplo, ela citou uma notícia de Toronto de 2010 que cobria uma série de casos recentes de tentativa e conclusão de abuso sexual contra adolescentes voltando da escola para casa. Na notícia, Pearl Rimer, defensora da segurança da Boost Child Abuse Prevention, afirmou: "[crianças e jovens] devem estar atentos ao que os rodeia quando estão em público, limitando o uso de telefone celular e leitores de música. Sempre que possível, os adolescentes deveria caminhar com pelo menos um amigo." Herriot criticou este conselho por restringir as liberdades básicas dos jovens em espaços públicos, em vez de adotar uma abordagem direcionada aos infratores.

### Abordagem
A Marcha das Vadias se concentrou em ser capaz de escolher o que vestir sem ser assediado, em vez da discussão mais ampla e ampla sobre o consentimento em relação ao abuso sexual. Foi acusado de "[fixar-se] apenas em questões liberais de escolha individual –  o palatável feminismo 'Posso usar o que quiser' que é intencionalmente desprovido de uma análise da dinâmica de poder." Mas Jessica Valenti afirma: "A ideia de que as roupas femininas têm alguma influência sobre se elas serão estupradas é um mito perigoso que as feministas tentam desmascarar há décadas. Apesar de todo o ativismo e pesquisa, no entanto, o equívoco cultural prevalece."
Também foram questionadas o uso do termo vadia" na Marcha das Vadias. Sophie Jones escreveu no The F-Word sobre esta crítica:

Num momento em que questões de sexo e poder, culpa e credibilidade, e gênero e justiça são tão onipresentes e tão urgentes, senti principalmente irritação porque tirar a roupa e nos chamar de vadias é passar por uma resposta perspicaz.
— Rebecca Traister, The New York Times

Este é um caso claro em que estes escritores simplesmente interpretam mal a missão da Marcha das Vadias, que não é um protesto pelo direito de ser chamada de 'vadia', mas um protesto pelo direito de se vestir como quiser, livre da presunção de que você está "pedindo por isso". Já fui chamada de vagabunda por usar mangas compridas e meia-calça preta grossa. (...) A suposição de que os estupradores têm como alvo mulheres que parecem sexualmente disponíveis interpreta mal a natureza do crime. Estarei marchando em Londres não pelo direito de ser chamada de vadia, mas pelo direito de estar lá.

### Sensibilidade racial
Nos Estados Unidos, as feministas negras acusaram a Marcha das Vadias de excluir as mulheres negras. Em uma carta aberta aos organizadores da Marcha das Vadias, o Projeto das Mulheres Negras afirma que "Como mulheres e meninas negras, não encontramos espaço na Marcha das Vadias, nenhum espaço para participação e para denunciar inequivocamente o estupro e a agressão sexual como os vivenciamos." Afirmam que o termo "vadia" significa algo diferente quando está vinculado a um corpo negro devido ao seu histórico de escravidão. Afirmam ainda: "Para nós, a banalização do estupro e a ausência de justiça estão cruelmente entrelaçadas com narrativas de vigilância sexual, acesso legal e disponibilidade à nossa personalidade. Está ligada à ideologia institucionalizada sobre nossos corpos como objetos sexualizados de propriedade, como espetáculos de sexualidade e desejo sexual desviante". Eles também consideram o uso da palavra contraproducente para se livrar da palavra ho, que tem sido usada para desumanizá-los. Nas suas considerações finais, eles dão aos organizadores da Marcha das Vadias uma dica para organizar futuros movimentos. Eles afirmam: "As mulheres nos Estados Unidos são racial e etnicamente diversas. Toda tática para obter direitos civis e humanos deve não apenas consultar e considerar as mulheres negras, mas deve igualmente centrar todas as nossas experiências e nossas comunidades na construção, lançamento, entrega e sustentação desse movimento."
Há uma divisão racial entre feministas brancas e feministas negras quando se trata da Marcha das Vadias. Em "Uma Carta Aberta de Mulheres Negras aos Organizadores da Marcha das Vadias", foi expressada discordância sobre o nome um tanto controverso da organização: "Mesmo que apenas no nome, não podemos nos dar ao luxo de nos rotular, de reivindicar identidade, de entoar retórica desumanizante contra nós mesmos em qualquer movimento."
Além disso, houve alguma controvérsia quando uma mulher branca que participava de uma Marcha das Vadias na cidade de Nova Iorque segurava uma placa que dizia: "A mulher é a negra do mundo". A história mostra que os afrodescendentes nas Américas têm lutado para reivindicar os seus direitos como seres humanos. Os acontecimentos atuais mostraram que as pessoas de cor lutam continuamente para superar a divisão racial entre brancos e negros.
Os organizadores da Marcha das Vadias também constataram que não há igualdade no movimento em que mulheres brancas e negras se possam unir em solidariedade para quebrar a divisão social e racial. Em resposta ao sinal da mulher branca, numa carta aberta de desculpas, os organizadores da SlutWalkNYC escreveram: "Pedimos desculpa por este espaço não ser mais seguro para as mulheres negras, os negros e os seus aliados".
Andrea Plaid, que escreve para o blog racial 'Racialicious', também é cética, descrevendo a Marcha das Vadias como "(...) outro projeto de recuperação de palavras que parecia recentrar a agência sexual e os corpos das mulheres brancas cisgênero (Mais ou menos 'questões feministas' tende a reencarnar com muita frequência como 'questões das mulheres brancas (cis)'). Bogado critica o movimento pela "posição privilegiada inerente a um movimento político cujo objetivo está focado em 'recuperar' uma relação de confiança com a polícia, enquanto mulheres imigrantes, mulheres negras e pardas, mulheres pobres e mulheres transexuais, nascidas ou não nos EUA, são considerados trabalhadores do sexo, considerados 'criminosos sexuais' e são rotineiramente abusados pela polícia com impunidade, e as suas mortes são ignoradas." Bogado continua a sua crítica e afirma que "Apesar de décadas de trabalho de mulheres negras à margem para afirmar um espaço equitativo, a Marcha das Vadias tornou-se num movimento internacional que silenciou efetivamente as vozes das mulheres negras e centrou novamente a a conversa consista em um tópico apenas por, de e para mulheres brancas."
Porém, nem todas as feministas negras se posicionam contra a Marcha das Vadias. Em resposta à carta do Black Women's Blueprint, a Global Women's Strike respondeu: "As mulheres negras estão entre as mais propensas a serem consideradas 'vadias', e é por isso que nos regozijamos com o fato de a Marcha das Vadias abraçar a palavra "vadia" para remover o estigma; se nós somos todos identificados como vadias, esse é o fim do insulto que pode nos dividir." Afirmam ainda que a carta do Plano das Mulheres Negras traz divisão não apenas entre mulheres brancas e mulheres de cor, mas entre elas e as mulheres de cor que apoiam este movimento.

### Uso da palavra "vadia"
Outros notaram que o uso da palavra "vadia" irrita aqueles que estão preocupados com a "'pornificação' de tudo e a pressão sobre as meninas para se parecerem com bonecas Barbie". Melinda Tankard Reist, notável por sua posição contra a sexualização de crianças na cultura pop moderna e por posições anti-escolha, disse: "Acredito que o termo irá marginalizar mulheres e meninas que querem ser ativas em campanhas de prevenção da violência, mas que não se sentem confortáveis com a posse pessoal da palavra vadia." As feministas Gail Dines e Wendy J Murphy sugeriram que a palavra vadia é inerentemente indivisível da oposição binária santa/prostituta e, portanto, "além da redenção". Eles dizem: "As mulheres precisam encontrar maneiras de criar sua própria sexualidade autêntica, fora dos termos definidos pelos homens, como vadia".
Sophie Jones respondeu a Dines e Murphy que ressignificar uma palavra não significa celebrar essa palavra na sua forma atual. "Reivindicar 'vadia' não deveria significar celebrar a palavra definida pelos homens como algo 'positivo', mas celebrar a indeterminação da palavra quando separada de seu significado. Queremos esta palavra em nosso tribunal, mas apenas para que possamos mantê-la em no ar e acima das cabeças de todos que usariam isso contra nós."
O debate sobre o uso da palavra "vadia" surgiu dentro do próprio movimento Marcha das Vadias. Os organizadores em Nova Iorque "tomaram a decisão de se retirar do movimento por causa do nome". Em Vancouver, os organizadores decidiram cancelar a marcha e, em vez disso, discutiram para determinar um nome diferente. e foi realizado um debate. Dos quatro nomes sugeridos (SlutWalk, End the Shame, Yes Means Yes e Shame Stop), SlutWalk permaneceu o favorito, embora metade dos eleitores tenha votado contra o antigo nome. SlutWalk Filadélfia renomeou o protesto como "A March to End Rape Culture" (Uma Marcha para Acabar com a Cultura do Estupro), a fim de levar em conta as preocupações com a inclusão.

### Incentivo à cultura sexual
A ex-parlamentar conservadora britânica Louise Mensch se opôs à Marcha das Vadias "com o argumento de que ela 'celebra a promiscuidade', que ela diz ser prejudicial". Ela também acrescentou que "promiscuidade não é igualdade". Na verdade, a inclusão da "marca Sex Party" foi criticada em Brisbane, na Austrália, onde foi dito por uma vítima de estupro "eles estão promovendo a positividade sexual, com a qual eu pessoalmente não tenho nenhum problema, mas muitas vítimas de estupro estão em diferentes fases." Guy Rundle comparou a Marcha das Vadias com os protestos do Reclaim the Night, dizendo que eles "resistiram à profunda atração cultural de transformar as mulheres em objetos em vez de sujeitos, para serem constituídas pelo olhar masculino (...) não havia como assistir ao Reclaim The Night" e sentir-se, ou ser, um voyeur." Na pior das hipóteses, foi dito que "as Marchas das Vadias internalizaram o seu abuso" e a Marcha das Vadias é "a pornificação do protesto".

### Respostas artísticas
Em 2014, a artista Wendy Coburn apresentou Slut Nation: Anatomy of a Protest, um vídeo-documentário da primeira Marcha das Vadias, como parte de sua exposição Anatomy of a Protest em Toronto. O documentário mostrou o envolvimento de provocadores policiais no protesto inicial e examinou o papel dos adereços como ferramentas a favor e contra os manifestantes.